# Residuum funkcji holomorficznej
Residuum (z łac. „reszta”, od neutr. residuus – pozostałość, od residēre – pozostawać) funkcji {\displaystyle f} w punkcie {\displaystyle z_{0}} – pierwszy współczynnik części osobliwej rozwinięcia w szereg Laurenta danej funkcji {\displaystyle f} holomorficznej w pewnym pierścieniu otaczającym punkt {\displaystyle z_{0}}.
Innymi słowy, jeśli {\displaystyle f} jest funkcją holomorficzną w pewnym pierścieniu otaczającym {\displaystyle z_{0},} to jej residuum w punkcie {\displaystyle z_{0}} nazywa się współczynnik {\displaystyle a_{-1}} w jej rozwinięciu {\displaystyle f(z)=\sum _{n=-\infty }^{\infty }a_{n}(z-z_{0})^{n}} w szereg Laurenta w punkcie {\displaystyle z_{0}.}
Równoważna definicja: residuum w punkcie {\displaystyle z_{0}} funkcji {\displaystyle f} holomorficznej w otoczeniu nakłutym punktu {\displaystyle z_{0}} nazywamy wartość:
{\displaystyle \mathrm {Res} (f,z_{0})={\frac {1}{2\pi i}}\oint \limits _{\gamma }f(z)\ \operatorname {d} z,}
gdzie {\displaystyle \gamma } jest krzywą zwykłą zamkniętą dodatnio zorientowaną okrążającą punkt {\displaystyle z_{0}.}
Zachodzi też wzór
{\displaystyle \mathrm {Res} (f,z_{0})={\frac {1}{(n-1)!}}\lim _{z\to z_{0}}{\frac {d^{n-1}}{dz^{n-1}}}\left(f(z)(z-z_{0})^{n}\right),}
gdzie {\displaystyle n} to rząd bieguna w punkcie {\displaystyle z_{0}.}
Residuum jest liczbą zespoloną opisującą zachowanie całek po konturach analitycznej funkcji f(z) wokół punktu osobliwości. Twierdzenie o residuach pomaga przy obliczaniu całek po konturach.
Rozważmy przykład całki po konturze:
{\displaystyle \oint \limits _{C}{\frac {e^{z}}{z^{5}}}\ \operatorname {d} z,}
gdzie {\displaystyle C} jest dodatnio zorientowanym okręgiem ze środkiem w 0.
Obliczmy tę całkę bez używania standardowych twierdzeń o całkowaniu. Szereg Taylora dla {\displaystyle e^{z}} jest dobrze znany, więc wstawiamy go do całki. Otrzymamy:
{\displaystyle \oint \limits _{C}{\frac {1}{z^{5}}}\left(1+z+{\frac {z^{2}}{2!}}+{\frac {z^{3}}{3!}}+{\frac {z^{4}}{4!}}+{\frac {z^{5}}{5!}}+{\frac {z^{6}}{6!}}+\ldots \right)\ \operatorname {d} z.}
Dołączmy składnik {\displaystyle 1/z^{5}} do szeregu, otrzymamy:
{\displaystyle \oint \limits _{C}\left({\frac {1}{z^{5}}}+{\frac {z}{z^{5}}}+{\frac {z^{2}}{2!z^{5}}}+{\frac {z^{3}}{3!z^{5}}}+{\frac {z^{4}}{4!z^{5}}}+{\frac {z^{5}}{5!z^{5}}}+{\frac {z^{6}}{6!z^{5}}}+\ldots \ \right)\operatorname {d} z,}
{\displaystyle \oint \limits _{C}\left({\frac {1}{z^{5}}}+{\frac {1}{z^{4}}}+{\frac {1}{2!z^{3}}}+{\frac {1}{3!z^{2}}}+{\frac {1}{4!z}}+{\frac {1}{5!}}+{\frac {z}{6!}}+\ldots \ \right)\operatorname {d} z.}
Nasza całka otrzyma przyjemniejszą formę. Zauważmy, że:
{\displaystyle \oint \limits _{C}{\frac {1}{z^{a}}}\ \operatorname {d} z=0,} gdy {\displaystyle a\in \mathbb {Z} \setminus \{1\}.}
Teraz całka wokół {\displaystyle C} dla każdego składnika ze współczynnikiem innym od {\displaystyle cz^{-1}} staje się 0, i całość redukuje się do:
{\displaystyle \oint \limits _{C}{\frac {e^{z}}{z^{5}}}\ \operatorname {d} z=\oint \limits _{C}{\frac {1}{4!z}}\ \operatorname {d} z.}
I w efekcie za pomocą wzoru całkowego Cauchy’ego otrzymujemy równość:
{\displaystyle \oint \limits _{C}{\frac {e^{z}}{z^{5}}}\ \operatorname {d} z=\oint \limits _{C}{\frac {1}{4!z}}\ \operatorname {d} z={\frac {1}{4!}}(2\pi i).}
Wartość {\displaystyle 1/4!} jest znana jako residuum z {\displaystyle e^{z}/z^{5}} w {\displaystyle z=0,} a jego notacja to
{\displaystyle \mathrm {Res} _{0}{\frac {e^{z}}{z^{5}}},\ {\text{ lub }}\ \mathrm {Res} _{z=0}{\frac {e^{z}}{z^{5}}},\ {\text{ lub }}\ \mathrm {Res} (f,0).}